# Chiesa del Santissimo Crocifisso (Firenze)
La chiesa del Santissimo Crocifisso a Monticelli è un luogo di culto cattolico che si trova a Firenze in via Pietro di Cosimo (contrada di via di Soffiano).

## Storia e descrizione
La nuova chiesa parrocchiale è stata edificata poco distante da San Pietro a Monticelli per le necessità di un quartiere che ha avuto un notevole incremento demografico nel dopoguerra. La moderna costruzione risale al 1972 ed è stata realizzata su progetto dell'architetto Primo Saccardi. Costruita in cemento armato con struttura portante a vista, ha una grande cupola ottagonale che organizza uno spazio a pianta centrale.
Sull'altar maggiore Crocifisso di Umberto Bartoli, proveniente dal Seminario Minore di Montughi. Dello stesso autore è anche una Madonna col Bambino in una nicchia sul lato di destra. Le caratteristiche Stazioni della Via Crucis sono state scolpite su traversine di quercia dall'artista elbano Franco Paoli.
Il parroco: don Dariusz Joński